# Atlético Sucre Club de Fútbol
Atlético Sucre Club de Fútbol es un club de fútbol venezolano. Fue fundado el 18 de julio de 2010 y actualmente participa en la Tercera División de Venezuela.

## Historia
Comenzó su participación en los torneos federados, jugando en la hoy extinta Segunda División B para la temporada 2011/12. Compitió en el Grupo Centro Oriental junto a otros siete equipos. Obtiene su primer triunfo en la tercera jornada, al derrotar 3-2 a Leander de Miranda FC. En total, fueron 4 victorias y 2 empates, para terminar en la penúltima posición, anotando 15 goles, y recibiendo 22. Debido a la posición, le tocó jugar la segunda parte del año en la Tercera División 2012, siendo encuadrado en el Grupo Central I, junto a otros 5 equipos. Terminan en la cuarta posición, tras acumular los mismos 14 puntos que la Academia Los Teques, pero con peor diferencia de goles que el cuadro mirandino, sin lograr deportivamente la permanencia en la Tercera División. Ese grupo sería ganado por La Trinidad FC.
El equipo es invitado a jugar en la temporada 2012/13 de la Tercera División. Son alineados en el Grupo Central I, para disputar el Torneo Clasificatorio al Torneo de Ascenso y Permanencia 2013. Terminan quintos, tras acumular 12 puntos, producto de tres victorias y tres empates, y un gol diferencia de -4. Juegan el Segundo Torneo o Torneo de Nivelación, en el Grupo Central II, junto al novel equipo Victorianos FC, el Deportivo Peñarol y el Centro Hispano de Aragua. Terminan últimos, tras jugar diez partidos, acumulando 10 puntos, producto de tres victorias y un empate.

## Datos del club
- Temporadas en 1.ª División: 0
- Temporadas en 2.ª División: 0
- Temporadas en 2.ª B División: 1 (201/12)
- Temporadas en 3.ª División: 3 (2012/13-2013/14)